# Diadegma paenesessile
Diadegma paenesessile là một loài tò vò trong họ Ichneumonidae.